# Centre d'enfouissement de Nonant-le-Pin
Le centre d'enfouissement de Nonant-le-Pin est une centre d'enfouissement situé dans la commune de Nonant-le-Pin dans l'Orne en Basse-Normandie. Il a été mis en service le 22 octobre 2013 et fermé en 2016. Il est l'objet d'importantes polémiques.

## Caractéristique
Il possède une capacité prévue de 2,5 millions de tonnes. Il comprend un centre de tri et d'enfouissement de déchets non recyclables issus de broyage d'automobiles usagées. Il est géré par Guy Dauphin Environnement. La concession a été prise pour 17 ans et la surface représente 55 hectares et devrait engendrer la présence de 60 à 90 camions par jour.

## Contestation
Les opposants au projet craignent une pollution des sols et des eaux, ainsi qu'une rotation importante de camions. Ces impacts seraient préjudiciables à l'élevage de chevaux situés à proximité du haras du Pin, connu pour ses trotteurs français. Parmi ces opposants, on compte l'animateur Thierry Ardisson, mais également d'autres célébrités comme Luc Besson, Guillaume Canet, Lorànt Deutsch,, Emmanuel Chaunu, Yann Arthus-Bertrand, ainsi que des élus européens, nationaux, régionaux ou départementaux, dont José Bové et Laurent Beauvais, président de la région Basse-Normandie.

## Histoire
En 2006, une demande d’exploitation du site est faite aux pouvoirs publics par l'entreprise Guy Dauphin Environnement .
Un avis défavorable est émis par l'enquête publique menée de février à mars 2007. Les travaux ont démarré à la suite de l'avis favorable du tribunal administratif de Caen.
En 2011, le site décroche l'autorisation d'exploitation.
Le 27 avril 2013, la ministre de l'écologie Delphine Batho impose un réexamen du dossier et suspend toute procédure de mise en exploitation du chantier en attendant les conclusions d'une commission d'experts indépendants.
Le 18 octobre 2013, l'exploitation du site est validée par le Conseil d'État, puis le 21 octobre, le « donner acte » est obtenu.
Le site a été mis en exploitation le 22 octobre 2013, mais a été bloqué à partir du 24 octobre, entretemps des déchets ont été acheminés jusqu'au site, accompagnés de forces de l'ordre quelques heures après l'ouverture pour finalement bloquer l'entrée du site.
En janvier 2014, la cour d'appel de Caen ordonne l'expulsion des opposants à l'enfouissement,.
Le 18 avril 2014, le tribunal des référés d'Argentan ordonne la pose de scellés temporaire sur le site pour maintenir sa fermeture jusqu'aux prélèvements sur le site,.
L'entreprise demande, devant le tribunal administratif de Caen, le même mois, réparation de son préjudice à l'État pour un montant 4,45 millions d'euros, car les opposants ne sont toujours pas expulsés du site. Dans le même temps, l'entreprise est sommée de débarrasser 1 856 tonnes de déchets pour mai 2014.
Le 14 mai 2014, le tribunal de grande instance d'Argentan ordonne la fermeture définitive du site et ainsi que la paiement par GDE d'une amende de 10 000 €, à la suite de la découverte de morceaux de pneumatiques sur le site, stockage non autorisé sur le site,.
L'État a été condamné en juin, par le tribunal administratif de Caen, à indemniser GDE à hauteur de 700 000 pour ne pas avoir arrêté le blocage du site.
En octobre 2014, la gendarmerie évacue les opposants du site,.
Le 21 janvier 2015, la cour d'appel de Caen annonce l'annulation de la fermeture définitive du site ordonné par le tribunal de grande instance d'Argentan
Le 22 octobre 2015, le tribunal administratif de Caen annule l'arrêt du préfet de l'Orne du 25 septembre 2015, qui à la demande de la ministre de l'écologie a ordonné l'arrêt du centre de tri associé à la décharge,.
Le 20 mai 2016, l'autorisation d’exploitation est annulée par la cour administrative d’appel de Nantes,.
Le 9 décembre 2016, le pourvoi en cassation de GDE est rejeté, confirmant l'annulation de l'autorisation d’exploitation.

## Galerie

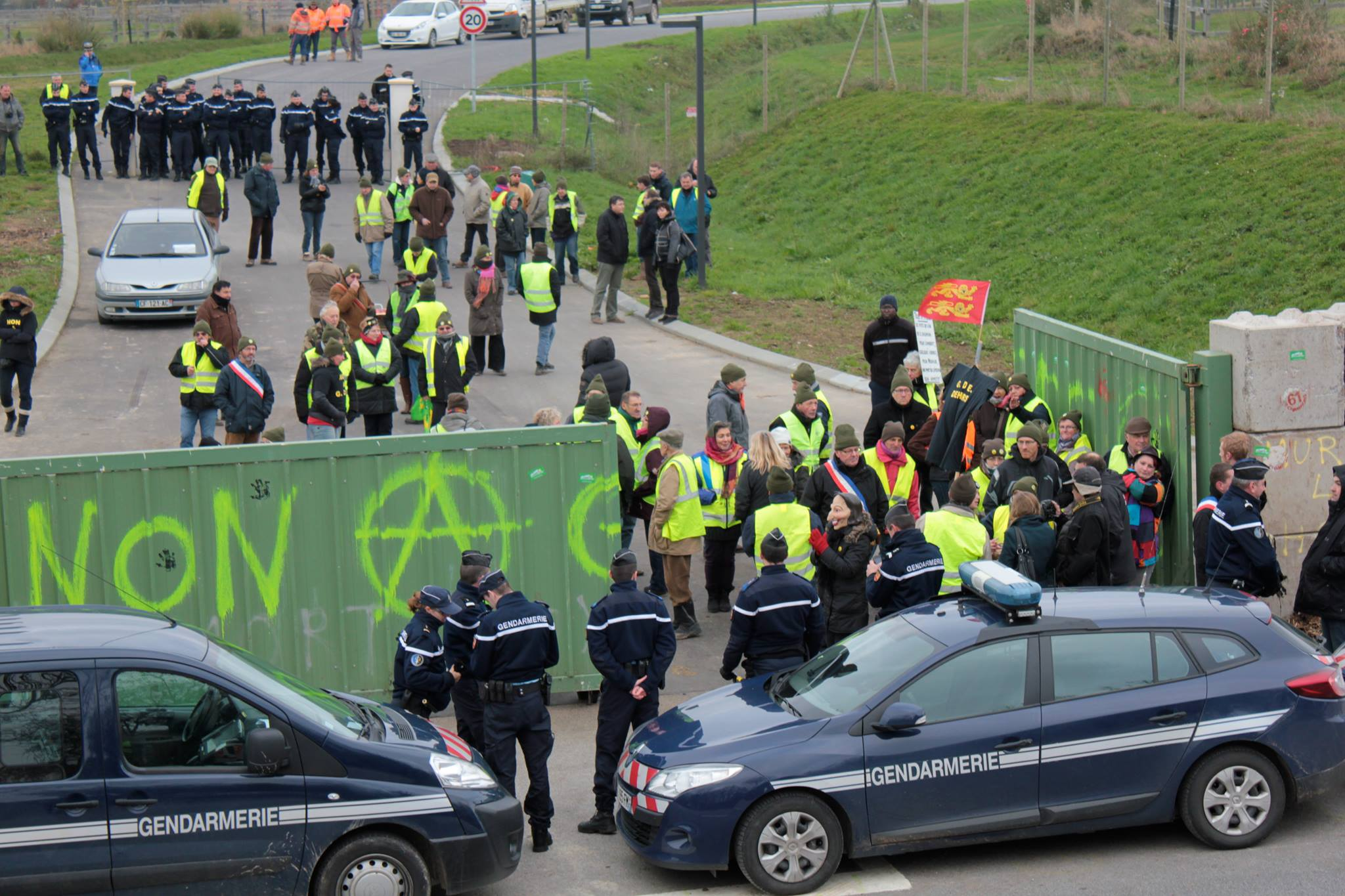
Citoyens et forces de l'ordre en 2014
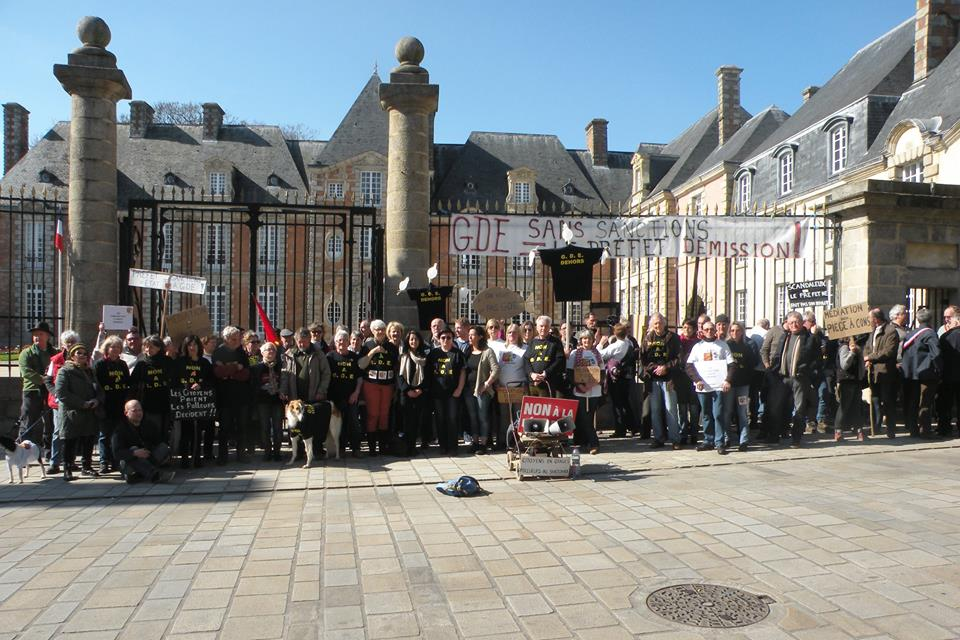
Manifestation devant la préfecture de l'Orne le 1er avril 2016
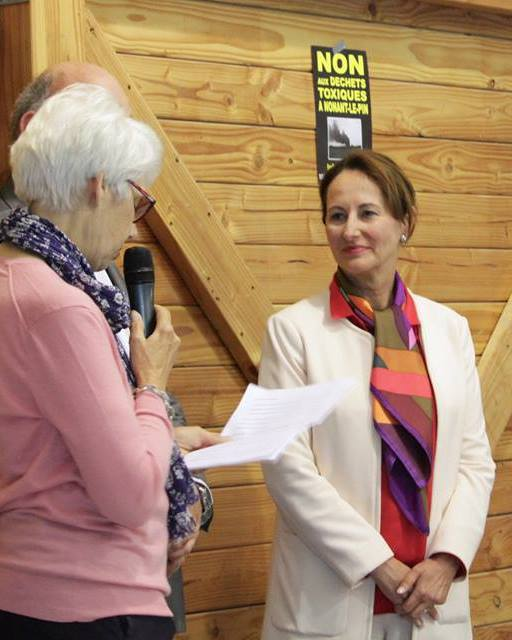
Ministre de l'Environnement et opposants le 20 mai 2016